# Radon
Radonul este un gaz radioactiv provenit din dezintegrarea radiului, cel din urmă provenind din seria de dezintegrare a uraniului. Este prezent în anumite soluri și poate fi transportat prin intermediul mediilor poroase, în special prin fenomenul de convecție.
Radonul este un element chimic cu simbolul Rn și numărul atomic 86. Este al cincilea element chimic radioactiv descoperit. A fost descoperit în anul 1900 de către Friedrich Ernst Dorn. Face parte din grupa gazelor rare. Creșterea concentrației de radon în atmosferă anunță apropierea unui cutremur. Radonul este inodor, incolor, insipid, dar la temperaturi scăzute sub punctul de îngheț 202 K (−71 °C; −96 °F) are o culoare fosforescentă strălucitoare, care se transformă în galben când temperatura scade și devine orange-roșu la temperaturi sub 93 K (−180.1 °C; −292.3 °F). La valori normale ale temperaturii și presiunii, radonul formează un gaz monoatomic cu o densitate de 9,73 kg/m3, de aproximativ 8 ori mai mare decât densitatea atmosferei Pământului care este 1,217 kg/m3. Radonul este un gaz periculos: cauzează moartea a sute de mii de oameni pe glob, provocând cancerul la plămâni, se găsește în sol, roci și apă și nu poate fi detectat de către om. Este utilizat în domeniul medicinei și științei.